# Daimler SP250

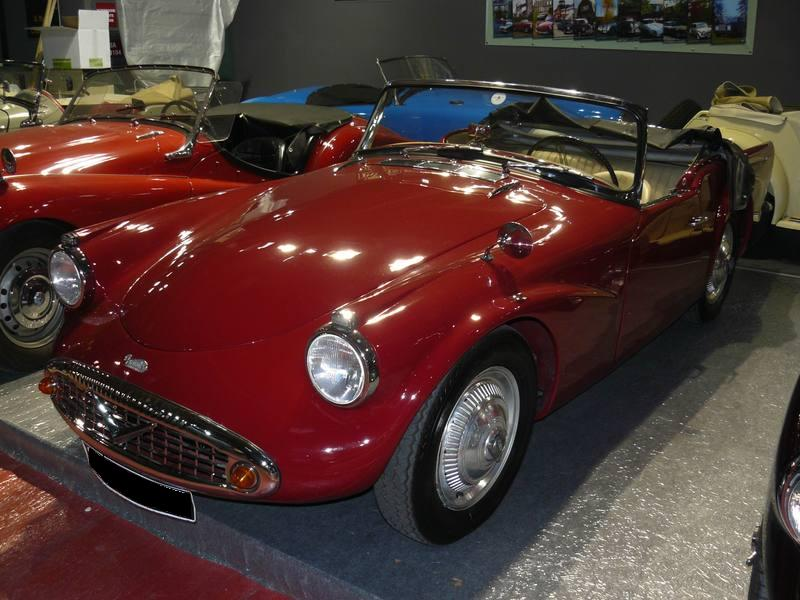
Daimler SP 250

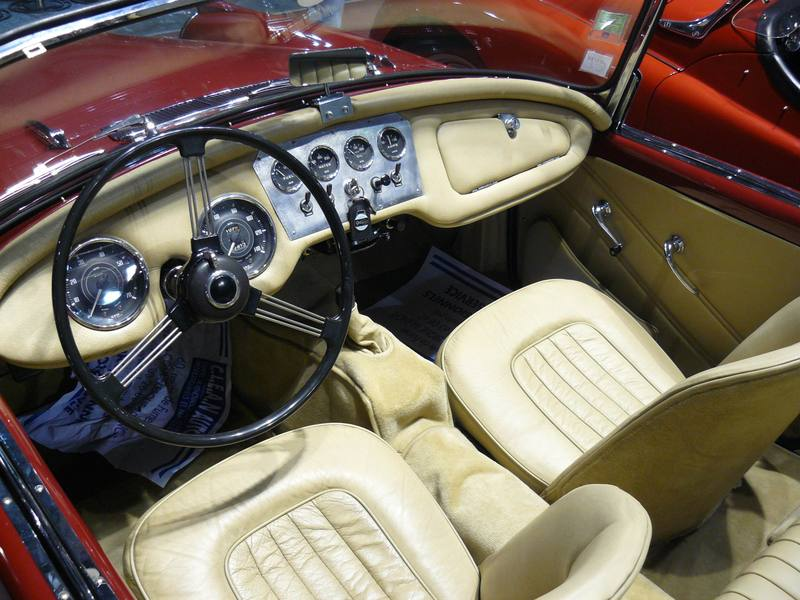
L'intérieur de la SP 250

La Daimler SP250 est un modèle d'automobile du fabricant anglais Daimler Motor Company fabriqué entre 1959 et 1964.  

## Caractéristiques
Elle a été dessinée par Edward Turner.
|  |  |